# Beatmac
Raúl Campos Nieto (2 de octubre de 1980), más conocido como Raúl Beatmac, es un actor, autor, director y músico de Madrid, conocido por sus habilidades de improvisación teatro-musical y live looping, con vídeos cómicos virales como Amenaza Fail que se han compartido en la red decenas de miles de veces, y sobre el que se ha dicho que es "el hombre orquesta del siglo XXI" (Matías Prats en Antena 3 Noticias), o "un tipo capaz de sonar igual de potente que los Chemical Brothers pero sólo con su boca" (programa Carne Cruda de Radio 3)

## Biografía
Raúl Beatmac nace y se cría en Madrid donde estudia armonía y guitarra, especializándose en improvisación y jazz. Se licencia en Periodismo y Comunicación, Master en Cooperación al Desarrollo y estudia 5 años de un doctorado en Ciencia Política sin llegar a doctorarse. Compagina sus estudios de música con teatro e impro teatral, actuando con compañías de teatro de calle como Saltatium y dúos cómicos con Ovono Candela. Vive un año y medio en Pécs (Hungría) donde continúa sus estudios de jazz e improvisación en la Universidad Janus Pannonius y más tarde viaja a Brighton (Inglaterra) donde vive dos años trabajando como guitarrista en formaciones de jazz, empezando a trabajar con la técnica live looping. Fue ahí donde conoce personalmente a J'm Black y Beardyman cuando tocaban a dúo en un pequeño bar llamado The Moore, a través de amigos en común. 
De vuelta a España, Beatmac trabaja en formaciones de funk-jazz y trip hop, utilizando loops en directo. En seguida decide ir en solitario en salas madrileñas como Taboo, Estileto, Teatro Paradise o Café La Palma de Madrid con críticas positivas de varios medios de comunicación. Tras telonear a Le Peuple de L'Herbe en Granada, la revista Indyrock tachó su música como "canciones potentes que incitan irremediablemente al baile, hechas a través de un beatbox futurista". La revista ONMadrid de El País hizo un reportaje sobre él diciendo que "para construir sus canciones -llenas de detalles y arreglos sorprendentes- le basta con su voz, mucha imaginación y una destreza deslumbrante."
La rapera Dnoe se fijó en él y le contrató para acompañarle en directo en sus shows en el Teatro Francisco Rabal y la Sala Ohm de Madrid. Más tarde le llaman para actuar en la gala de los Premios Cinematográficos José María Forqué donde tenía un número en solitario con los bboys de la Vandals Crew celebrado en el Palacio de Congresos de Madrid ante 2 mil personas y retransmitido por La 2 de Televisión Española. Fuera de Madrid, le programan en salas de Cádiz y Almería, y toca en varias fiestas locales manchegas de Motilla del Palancar, Peñascosa, además de festivales como Mundo Libre Sound en Zaragoza, Tiembla Tenerife en la isla canaria, Tempo Festival en Albacete, Reperkusión en Ourense, Festival Millo Verde en Redondela, Freekuency Festival en Portugal, Sónar en Barcelona, etc, compartiendo cartel con artistas tan variados como Emir Kusturica, Le Peuple De LHerbe, Todd Terje, Christina Rosenvinge, Dremen, Primital Bros, Scud Hero, Daniel Higiénico, M Clan, Funky Style Brass, DJ Floro, Maika Makovski, Zahara (cantante), Tricoma, Freak Mummy, Aqeel, Javier Álvarez (cantautor), Sátira Sativa, Telémaco, etc.

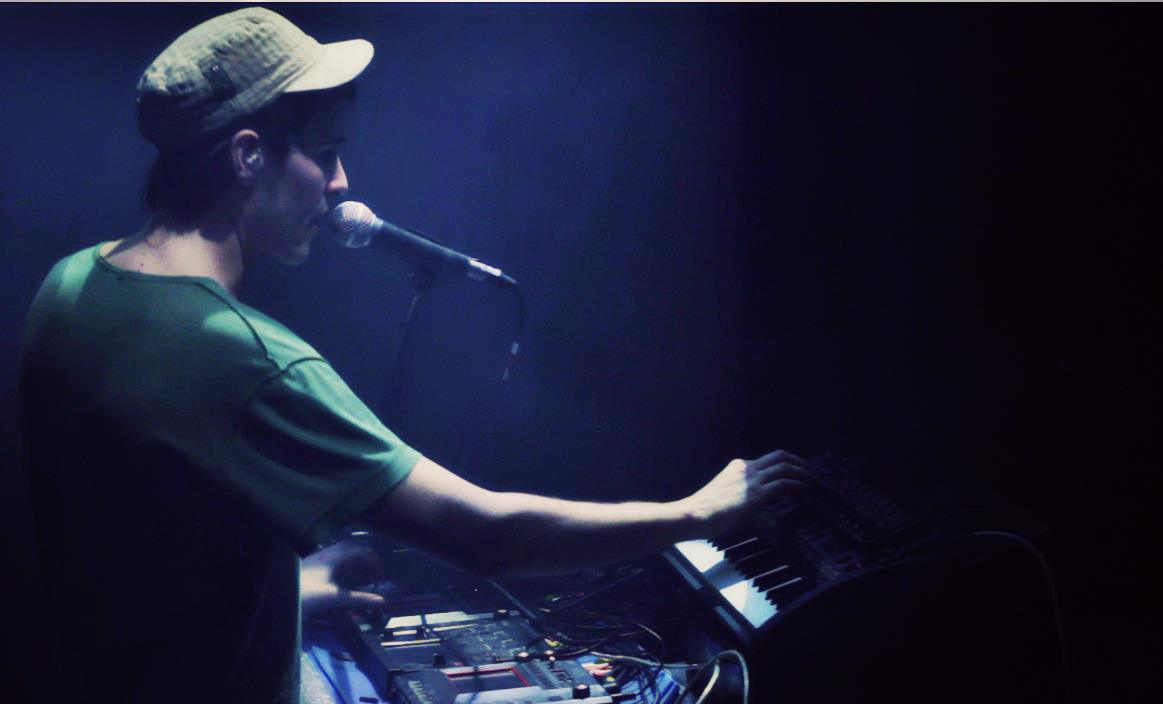
Beatmac

El mes de abril de 2011 tuvo una gira por Portugal tocando de nuevo en el Freekuency Festival y en algunas salas de Lisboa, Porto, Torres Vedras, Fronteira, Beja, Portalegre, etc. Y en junio volvió a tocar en la edición del Sónar día de Barcelona haciendo un concierto junto a la marca Korg, con la que acaba realizando acuerdos de patrocinio.
Finales de diciembre de 2011 y comienzos de enero de 2012 hizo un tour por la parte norte de Brasil tocando en el Festival Slow-Mo Sunset y en salas de los Estados de Alagoas y Pernambuco. Meses después le programan en el Mischief Festival de Inglaterra, y la revista internacional Found Magazine, tras ver su directo en Balcony TV escribe sobre él que "es un fenómeno que ha ido poco a poco fundiendo sus diversos talentos multifaceta en un increíble show improvisado. Os váis a sorprender gratamente de las aptitudes innatas que este hombre posee".
En mayo de 2012 se publica el primer disco de Beatmac, Beatmac Menu, y poco después se convierte en la cara del portal Gonzoo de 20 minutos, para los que compuso una canción y videoclip promocional de su nueva plataforma. En septiembre del mismo año le llaman para hacer un directo en el programa Ritmo Urbano de La 2, sobre lo que El Chojin dijo que este chico "crea sesiones únicas e irrepetibles muy curiosas cada vez que se sube a un escenario"
Noviembre, diciembre y enero (2012-2013) se le programa en varias salas y festivales de Argentina, Brasil, Uruguay, Paraguay, Perú, Bolivia y Venezuela, aunque no consigue cruzar la frontera a Brasil desde Argentina por problemas administrativos, llegando sólo a tocar en Argentina y Uruguay.

### Como actor, director y autor
De vuelta en España, crea la compañía y escuela de artes escénicas Musical Impro en la que crea y dirige obras de teatro y música como La Orquesta de Improvisación Soundlooping Baires, Soundlooping Perú, Soundlooping Madrid, Obstinato, El Musical Improvisado, Familia, Una Buena Abogada, Síndrome Musical, Mundos Posibles, Loser y SuperArse. Actualmente la compañía gestiona el teatro homónimo Teatro Musical Impro en la calle Carnero 5, en el centro de Madrid.  
Se dice de él que tiene "un humor diferente y peculiar" que puede verse en personajes como el Jonás, Virginio Maseda El Templao, Vicente Castrillo, Ramiro Golly, Roberto Beaumont o Daddy Papito, algunos de los cuales mucha gente pensó que eran personas reales hasta llegar a salir como noticia en la radio.
Imparte cursos de teatro, danza-teatro e improvisación teatro-musical en distintas ciudades de Argentina, Uruguay, Brasil, Perú, Francia y España como Artistas Intérpretes, Sociedad de Gestión (AISGE), en San Sebastián y Bilbao, así como en Profesores por la Expresión Dramática (PROEXDRA) en Granada, Jornadas Nacionales de Formación Escénica Cuenca a Escena y escuelas como Laboratorio de la Voz, Coral Antón, Escuela de Teatro Musical María Beltrán, Escuela Devorador y Teatro Musical Impro (Madrid), Skene Teatro (Badajoz), Escuela Metronom (Castellón), Escuela Impro Valladolid (Valladolid), La Cacharrería (Soria), Escuela de Teatro y Desarrollo (Águilas, Murcia), Teatro Almazen (Barcelona) y otras. 
En la actualidad Raúl Beatmac tiene como representante a Jesús Ciordia, y ha actuado en películas como Bombay Goa Express, Reevolution, series de TV como Secretos y Mentiras, Centro Médico, y obras de teatro como Orgasmos (en el Pequeño Teatro Gran Vía de Madrid y el teatro Club Capitol de Barcelona), La Tentación de Vivir (Teatro Luchana, Madrid), Lúcido, El Musical Improvisado, etc.

## Soundlooping
En Latinoamérica pasa 9 meses investigando sobre soundpainting, actuación y teatro improvisacional junto a la actriz, docente y dramaturga Sauce Ena (Lucía en Arrayán (serie de televisión)) fundando la compañía Soundlooping (que en la actualidad se conoce con el nombre de Musical Impro, con la que actúan y enseñan una técnica de improvisación músico-teatral homónima, con el apoyo de la Agencia Española de Cooperación Internacional para el Desarrollo (AECID) y la Oficina Cultural de la Embajada de España en Argentina, entre otros. Hacen bolos en Montevideo, Posadas, Neuquén, San Martín de los Andes, El Bolsón, La Plata y Buenos Aires. En esta última ciudad crea el primer grupo profesional de soundlooping con actores y músicos españoles y argentinos con el nombre de la Orquesta de Improvisación Soundlooping Baires, estrenando en el Teatro Gargantúa.
Soundlooping es una técnica para orquestar improvisaciones en coros teatrales y musicales, nacida de las investigaciones grupales de Beatmac y Sauce Ena a lo largo de varios países, con grupos profesionales de música a capela como La Yesca, grupos profesionales y amateurs de teatro (como el elenco del director Alejandro Pellegrino), grupos de danza, estudiantes de Comunicación, grupos mixtos y grupos de impro teatral.
Se compone de códigos y dinámica derivada de trabajos de conducción de improvisaciones grupales de Frank Zappa, Butch Morris, Sun Ra, Walter Thompson (composer) y Santiago Vázquez, y el nombre viene de la combinación de la palabra soundpainting con una forma musical ostinato basada en repeticiones en forma de loop, como es el live looping.
Argentina, Uruguay, Perú y España son hasta la fecha los países donde existen grupos que utilizan esta técnica creada por Raúl Beatmac para componer espontáneamente obras músico-teatrales improvisadas desde disparadores orgánicos como el cuerpo y la voz, y composiciones musicales con tecnología para live looping, dando lugar a improvisaciones de melodías, letras, armonías e historias. En España, el grupo Soundlooping Madrid estrenó el 18 de diciembre en el teatro La Escalera de Jacob de la capital. Más tarde la compañía Musical Impro estrenó el espectáculo Obstinato de improvisación musical y dramática, que utilizaba esta misma técnica, en el Festival Ateneo Mucha Vida en Madrid el 26 de marzo de 2015, dirigida por Raúl Beatmac.